# Jack Shirai
Jack Shirai (en japonés: ジャック白井; Hakodate, Japón, alrededor de 1900 - Brunete, 10 de julio de 1937) fue un activista, sindicalista y soldado japonés-estadounidense que se alistó como voluntario en la batallón Abraham Lincoln para luchar por los republicanos en la guerra civil española.

## Biografía
Shirai creció siendo huérfano cerca de Hakodate, isla de Hokkaidō (Japón). A los 15 años se escapó de un orfanato y mintió sobre su edad para convertirse en marinero de un carguero en la ruta de Kamchatka.
En 1929 inmigró clandestinamente a Estados Unidos y trabajó como panadero y cocinero en Nueva York, principalmente en restaurantes japoneses. Al mismo tiempo, se fue introduciendo en círculos obreros y terminó afiliándose al Partido Comunista de Estados Unidos.
Shirai llegó a España el 6 de enero de 1937. Su profesión era la de cocinero y sirvió en una unidad de ametralladoras.Sin embargo, él no estaba satisfecho con su sitio en la cocina y se dice que siempre se quejaba de que quería ir al frente.
Murió en la batalla de Brunete el 10 de julio de 1937. Según Arthur Landis en The Abraham Lincoln Brigade: "Fue asesinado por una ráfaga de ametralladora y, como Oliver Law, lo enterraron esa noche con una anotación en una pizarra sobre su ascendencia y su coraje". Según la revista Hyphen centrada en estadounidenses asiáticos, en un artículo titulado The Cook With a Gun, se describe a Shirai como "amado no solo por sus habilidades como cocinero sino también por su determinación de luchar por sus creencias".

## Homenajes
Después de su muerte, se publicaron dos poemas en su memoria en la revista del batallón Lincoln, Volunteer for Liberty. Ayako Ishigaki, de quien se dice que fue amiga de Shirai en Estados Unidos, publicó una memoria sobre él en 1970, Olive Gravestone (publicada en edición de bolsillo como Japanese Who Fought in Spain en 1989).